# 石川達也
石川 達也（いしかわ たつや、1928年7月21日 - 2014年7月2日）は、日本の歯科医師、歯学者。元東京歯科大学学長、名誉教授、歯科保存学第三講座教授。元日本全身咬合学会会長、元日本コンピューター歯科医学会会長。

## 経歴
1951年神戸経済大学卒業、1955年東京歯科大学卒業。以後、同大学助手、講師、助教授を経て1965年教授に就任。1995年より2004年まで東京歯科大学学長。

## 著作
- 深田英朗、石川達也 編『臨床小児歯科学』医歯薬出版、1966年9月。 NCID BN07440018。
- 関根永滋、石川達也 他『保存修復のテクニック』医歯薬出版、1969年5月。 NCID BN04349510。
- 石川達也、三田昭太郎 著、全国歯科衛生士教育協議会 編『歯科診療補助』医歯薬出版〈歯科衛生士教本〉、1972年2月。 NCID BN03188245。
- Thomas P.Serene　他『歯内療法マニュアル』 基礎編、訳 淺井康宏、石川達也 他、医歯薬出版、1977年5月。ISBN 978-4-263-40203-0。 NCID BN01345819。
- James R.Jensen,Thomas P.Serene『歯内療法マニュアル』 臨床編、訳 淺井康宏、石川達也 他、医歯薬出版、1978年5月。ISBN 978-4-263-40224-5。 NCID BN01345819。
- 石川達也『新歯科器械の手びき』医歯薬出版〈でんたるおぐじりありーシリーズ〉、1979年1月。 NCID BN13846888。
- 石川達也、堀内博 編『歯髄の臨床』医歯薬出版〈歯界展望別冊〉、1980年9月。 NCID BN01343573。
- Anna Matsuishi Pattison, Jacquelyn Behrens『スケーリング　歯石の探知と除去』監訳 石川達也、医歯薬出版、1981年9月。 NCID BN01801860。
- D.L.Allen 他『歯科衛生士のための歯周治療学』訳 石川達也 他、医歯薬出版、1981年11月。 NCID BN05417117。
- 石川達也、槇石武美、三田昭太郎 著、全国歯科衛生士教育協議会 編『歯科診療補助（1）』（第2版）医歯薬出版〈歯科衛生士教本〉、1982年3月。ISBN 978-4-263-42753-8。 NCID BN0712810X。
- 石川達也、三田昭太郎、間滋夫 著、全国歯科衛生士教育協議会 編『歯科診療補助（2）』（第2版）医歯薬出版〈歯科衛生士教本〉、1982年3月。ISBN 978-4-263-42754-5。 NCID BN0712810X。
- 石川達也、松井恭平、境信 著、全国歯科衛生士教育協議会 編『歯科器械の知識と取り扱い』医歯薬出版〈歯科衛生士教本〉、1983年3月。ISBN 4263426746。 NCID BN07143318。
- 石川達也 他 著、全国歯科衛生士教育協議会 編『歯科材料の知識と取り扱い』医歯薬出版〈歯科衛生士教本〉、1984年2月。ISBN 4263426878。 NCID BN07131181。
- Stephen Cohen,Richard C.Burns 編『コーエン＆バーンス　最新歯内療法学』監訳 斎藤毅、淺井康宏、石川達也、医歯薬出版、1987年1月。ISBN 978-4-263-40363-1。 NCID BN01041246。
- 石川達也 他 著、全国歯科衛生士教育協議会 編『保存修復・歯内療法』医歯薬出版〈歯科衛生士教本〉、1987年3月。ISBN 4263426991。 NCID BN07142632。
- 野間弘康、石川達也 編『骨補填材の基礎と臨床』クインテッセンス出版、1987年9月10日。ISBN 978-4-87417-221-6。 NCID BN12752439。
- 石川達也 他 編『標準保存修復学』医学書院〈Standard textbook of dentistry〉、1988年4月。ISBN 4-260-13713-1。 NCID BN03284001。
- 石川達也 他『保存修復の臨床マニュアル』医歯薬出版、1988年10月。ISBN 978-4-263-40542-0。 NCID BN02798149。
- 勝山, 茂、藤井, 弁次、石川, 達也 編『The GLASS IONOMER』而至歯科工業、1989年9月。 NCID BN04657443。
- 勝山, 茂、石川, 達也、藤井, 弁次 編『グラスアイオノマーセメント』デンタルダイヤモンド社、1989年10月。 NCID BN0401335X。
- 羽賀通夫、石川達也 編『ポーセレンラミネートベニアテクニック』デンタルフォーラム、1990年2月。 NCID BN12905868。
- 石川, 達也、勝山, 茂、藤井, 弁次 編『標準保存修復学』（第2版）医学書院〈Standard textbook〉、1992年1月。ISBN 4-260-13719-0。 NCID BN07314716。
- 下野, 正基、野間, 弘康、山根, 源之 編『〔1〕口腔外科･病理診断アトラス』監修 石川達也、内田安信、稗田豊治、平沼謙二、医歯薬出版〈アドバンスシリーズ〉、1992年9月。ISBN 978-4-263-45161-8。 NCID BN0818090X。
- 勝山, 茂、小野瀬, 英雄、石川, 達也 編『保存修復学』（第3版）医歯薬出版、1993年3月。ISBN 4263402839。 NCID BN0900005X。
- 石川達也 他 著、全国歯科衛生士教育協議会 編『歯科臨床概論』医歯薬出版〈新歯科衛生士教本〉、1993年4月。ISBN 426342722X。 NCID BA43672795。
- 青木聡、石川達也 著「第3章 接着性レジン-レジンに歯髄為害性はないか? 基礎編1 接着性レジン修復と覆髄の生物学的意義」、下野正基、飯島国好 編『臨床編 第1巻 歯内療法 歯髄保存の限界を求めて』医歯薬出版〈治癒の病理〉、1993年11月、174-194頁。ISBN 978-4-263-45229-5。 NCID BN10163517。
- 坂東, 永一、三谷, 英夫、上村, 修三郎 ほか 編『〔2〕顎機能障害 新しい診断システムと治療指針』監修 石川達也、内田安信、稗田豊治、平沼謙二、医歯薬出版〈アドバンスシリーズ〉、1993年12月。ISBN 978-4-263-45162-5。 NCID BN10200759。
- 石川達也 他 著、全国歯科衛生士教育協議会 編『歯科診療補助』医歯薬出版〈新歯科衛生士教本〉、1995年4月。ISBN 978-4-263-42736-1。 NCID BN12829748。
- 平沼, 謙二、奥野, 善彦、細井, 紀雄 ほか 編『〔3〕欠損歯列･無歯顎の診断と治療』監修 石川達也、内田安信、稗田豊治、医歯薬出版〈アドバンスシリーズ〉、1995年10月。ISBN 978-4-263-45163-2。 NCID BN13549441。
- 石川達也、勝山茂、斎藤毅、戸田忠夫、平井義人、前田徹、目澤修二 著、全国歯科衛生士教育協議会 編『保存修復学・歯内療法学』医歯薬出版〈新歯科衛生士教本〉、1995年10月。ISBN 978-4-263-42730-9。 NCID BN13393229。
- 石川達也、大竹博明、熊﨑護、前田隆秀、松井恭平、松浦正朗、谷田部賢一 著、全国歯科衛生士教育協議会 編『歯科診療補助 歯科器械の知識と取り扱い』医歯薬出版〈新歯科衛生士教本〉、1996年3月。ISBN 978-4-263-42737-8。 NCID BN14229016。
- 石川, 達也、藤井, 弁次、勝山, 茂 編『標準保存修復学』（第3版）医学書院〈Standard textbook〉、1996年7月。ISBN 978-4-260-13724-9。 NCID BN14803111。
- 石川, 達也、内田, 安信、金子, 譲 ほか 編『歯･顎･口腔 痛みの臨床』医歯薬出版、1997年10月。ISBN 978-4-263-45384-1。 NCID BA33131289。
- Jorma O. Tenovuo 編『唾液の科学』監訳 石川達也、高江洲義矩、一世出版、1998年5月。ISBN 4870781190。 NCID BA36223805。
- 石川達也、間滋夫、井上宏、小園凱夫、高見佳代子 著、全国歯科衛生士教育協議会 編『歯科診療補助 歯科材料の知識と取り扱い』医歯薬出版〈新歯科衛生士教本〉、1999年4月。ISBN 978-4-263-42738-5。 NCID BA41854973。
- 監修 石上恵一 企画 石川達也『マウスガードの作り方』（ビデオ）医学情報社、1999年。NCID BA44620571。
- 石川, 達也、高江洲, 義、中村, 譲治 ほか 編『かかりつけ歯科医のための新しいコミュニケーション技法』医歯薬出版、2000年5月。ISBN 978-4-263-45480-0。 NCID BA47167047。
- 編集代表 石川達也 編『歯科医学と健康の創造 第19回日本歯科医学会総会／第22回アジア太平洋歯科大会』医歯薬出版〈月刊「歯界展望」臨時増刊号〉、2001年1月。 NCID BA50592685。
- Donald Maxwell Brunette『クリティカルに考える』監訳 石川達也、下野正基、井上孝、安彦善裕、松久保隆、クインテッセンス出版、2001年7月10日。ISBN 978-4-87417-690-0。 NCID BA53437645。
- 石川達也、櫻井善忠、井上廣、西野瑞穂、亀山嘉光、松本光生、川口豊造、吉江弘正、榊原悠紀田郎、善本秀知 著、全国歯科衛生士教育協議会 編『歯科臨床概論』（第2版）医歯薬出版〈新歯科衛生士教本〉、2002年2月。ISBN 978-4-263-42792-7。 NCID BA57725925。
- 編集代表 渡辺誠 編『高齢者・障害者の口腔ケアと治療』監修 石川達也、永末書店、2002年3月。ISBN 4-8160-1112-9。 NCID BA57515376。
- Louis Nahmani『キネジオロジー : 咬合、頭蓋下顎及び椎骨の機能と機能障害』監修 石川達也、懸田利孝、仙台歯科衛生士学院 キネジオロジー研究会、2004年2月。 NCID BA67281125。
- Eva Piehslinger『臨床家のための歯科補綴学 顎機能と機能障害の診断を考慮した歯科治療』訳 佐藤貞雄、石川達也、青木聡、渡邉誠、豊田實、クインテッセンス出版、2007年6月10日。ISBN 978-4-87417-955-0。 NCID BA82282054。
- Esther M.Wilkins『歯科衛生士の臨床』校閲 石川達也 監訳 布施祐二、眞木吉信、松井恭平、松崎晃（原著第9版）、医歯薬出版、2008年1月。ISBN 978-4-263-42162-8。 NCID BA84707697。

## 所属団体
- 日本歯科医学会
  - 日本歯科保存学会
  - 日本老年歯科医学会 第2回大会長
  - 日本スポーツ歯科医学会 第11回大会長[2]
- 全国歯科衛生士教育協議会 顧問[3]
- 国際歯科学士会日本部会 元会長[4]
- 日本全身咬合学会 元会長[1]
- 日本コンピューター歯科医学会 元会長[1]
- 日本咬合学会名誉会員[5]
- 国際先進学際歯科学会アジア部会 発起人[6]
- 日本健康医療学会 発起人 [7]

| 学職                                                                                | 学職                                                                                 | 学職                                           |
| ----------------------------------------------------------------------------------- | ------------------------------------------------------------------------------------ | ---------------------------------------------- |
| 先代 関根弘 1992年 -                                                                | 東京歯科大学学長 1995年 -                                                            | 次代 金子譲 2004年 -                           |
| 先代 西連寺愛憲 第20代 1998年 -1999年                                               | 国際歯科学士会日本部会会長 第21代 2000年 -2001年                                     | 次代 栗山純雄 第22代 2002年 -2003年            |
| 先代 渡辺郁馬 第1回 1986年 日本大学会館                                             | 日本老年歯科医学研究会総会・学術大会 大会長 第2回 1987年 野口英世記念館              | 次代 和久本貞雄 第3回 1988年 昭和大学          |
| 先代 片山幸太郎 第10回 1999年 グランドヒル市ヶ谷 スポーツ歯学研究会学術大会長として | 日本スポーツ歯科医学会総会・学術大会 大会長 第11回 2000年 東京歯科大学血脇記念ホール | 次代 宮下和人 第12回 2001年 愛知県歯科医師会館 |